# Sancai

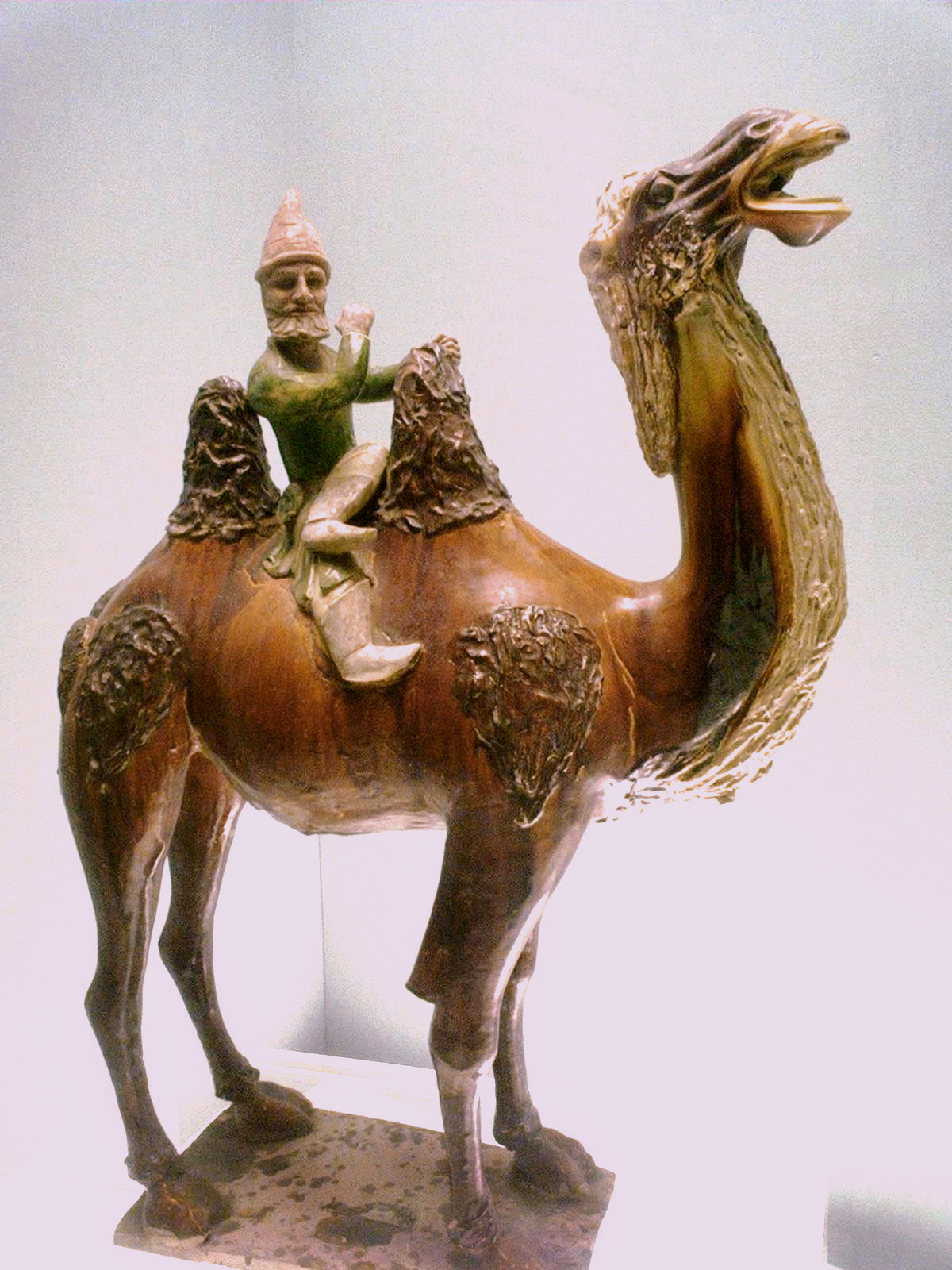
Cammello e cammelliere sogdiano, «tre colori» della dinastia dei Tang

Il termine sancai (cinese: 三彩S, sāncǎiP, lett. "tre colori") designa un tipo di ceramica cinese le cui decorazioni comportano vetrine policrome di tre colori, o più.

## Caratteristiche
La tecnica della ceramica sancai risale alla dinastia Tang. A dispetto del nome, il numero di vetrine di colori diversi realmente utilizzati per i sancai, le ceramiche «tre colori», poteva aumentare a una dozzina, su certi pezzi molto elaborati.
Le ceramiche sancai erano fabbricate nel nord della Cina, usando caolino e argilla refrattaria, e contenente pochissimo ferro; il corpo dell'oggetto era poi ricoperto da un ingobbio bianco, sul quale il vasaio posava le vetrine. Queste erano spesso giustapposte e, a causa dello loro fluidità abbastanza elevata, avevano la tendenza a fondere e a mescolarsi, producendo sulla superficie dell'oggetto colature e chiazze colorate.
Le vetrine colorate avevano le seguenti origini: il giallo proveniva dall'ossido di ferro (cotto in ossidazione), il verde veniva dall'ossido di rame, il viola dal manganese. Ma i Tang introdussero un nuovo e importante colore, il blu, ottenuto a partire dall'ossido di cobalto che importavano dal Medio Oriente (senza dubbio dalla Persia) lungo le nuove rotte commerciali che avevano aperto attraverso l'Asia centrale.
Il biscotto sancai era innanzitutto cotto senza vetrina, a 900°C. Poi si aggiungevano le vetrine, per cuocere la ceramica intorno a 1 000°C.
A Yaozhou, provincia dell'Hebei, e a Gongyi nell'Henan, le argille usate per le statuette funerarie erano simili a quelle utilizzate dai vasai Tang. Queste statuette erano cotte a una temperatura inferiore alla porcellana di oggigiorno; queste statuette funerarie, come le rappresentazioni ben conosciute di cammelli e di cavalli, erano modellati in varie parti (corpo e testa separati) che si assemblavano mediante una barbottina. Per i pezzi più elaborati, la statuetta era personalizzata ritoccando il pezzo a mano.

## I pezzi «tre colori»
I pezzi Tang «tre colori» potevano essere sia pezzi di vasellame, sia statuette funerarie (yong), spesso di grande dimensione (più di un metro di altezza):
- il vasellame sancai si compone essenzialmente di piatti, di vasi, di brocche (a testa di fenice, ad esempio), di lampade o di candelieri, di giare, di sputacchiere, di scatole con il coperchio, o ancora di servizi da vino…
I vasi saranno spesso ricoperti di vetrine unicamente sulla loro parte superiore, provocando colature caratteristiche sulla parte inferiore;
- le statuette yong comprendono ogni sorta di personaggi: funzionari civili, palafrenieri, colportori dell'Asia centrale, cavalli e cammelli, con o senza il loro cavaliere, giocatore o perfino giocatrice di polo[4], nobili dame[5], «creature guardiane di tomba» (shenmushou), «re celesti»,... 
Il naso dritto e i tratti europoidi dei cammellieri o dei personaggi dell'Asia centrale denotano evidentemente l'importanza della relazione con i Sogdiani della dinastia Tang per mezzo della Via della seta[6][7].

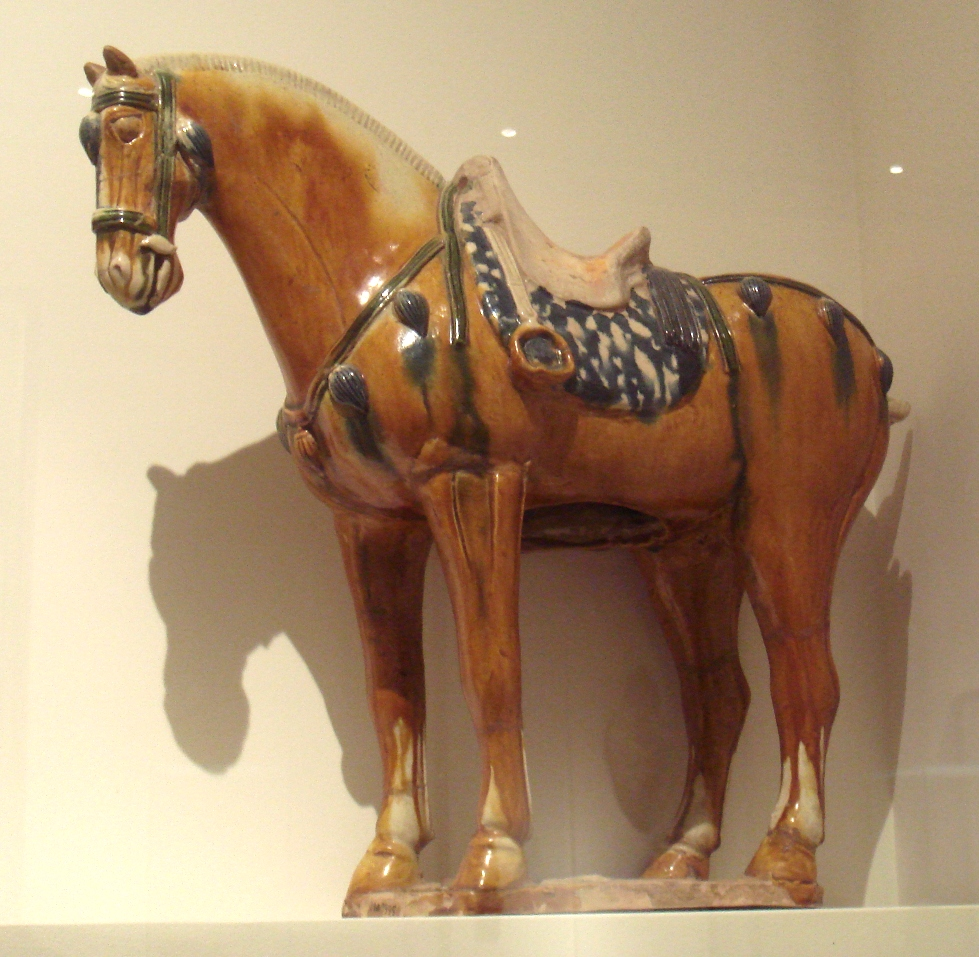
Cavallo sancai, dinastia Tang, VII - VIII secolo
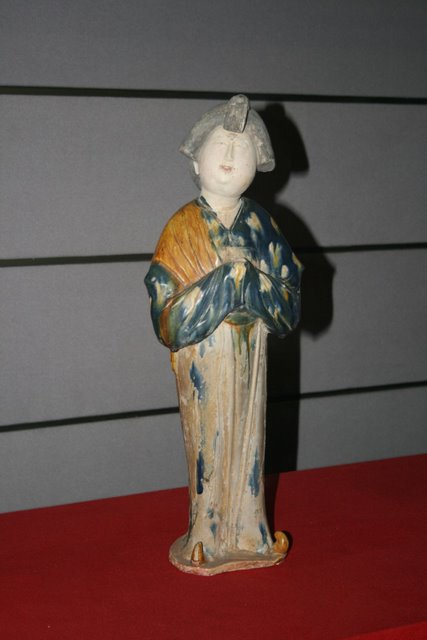
Figurina «tre colori», nello stile della celebre concubina Yang Guifei
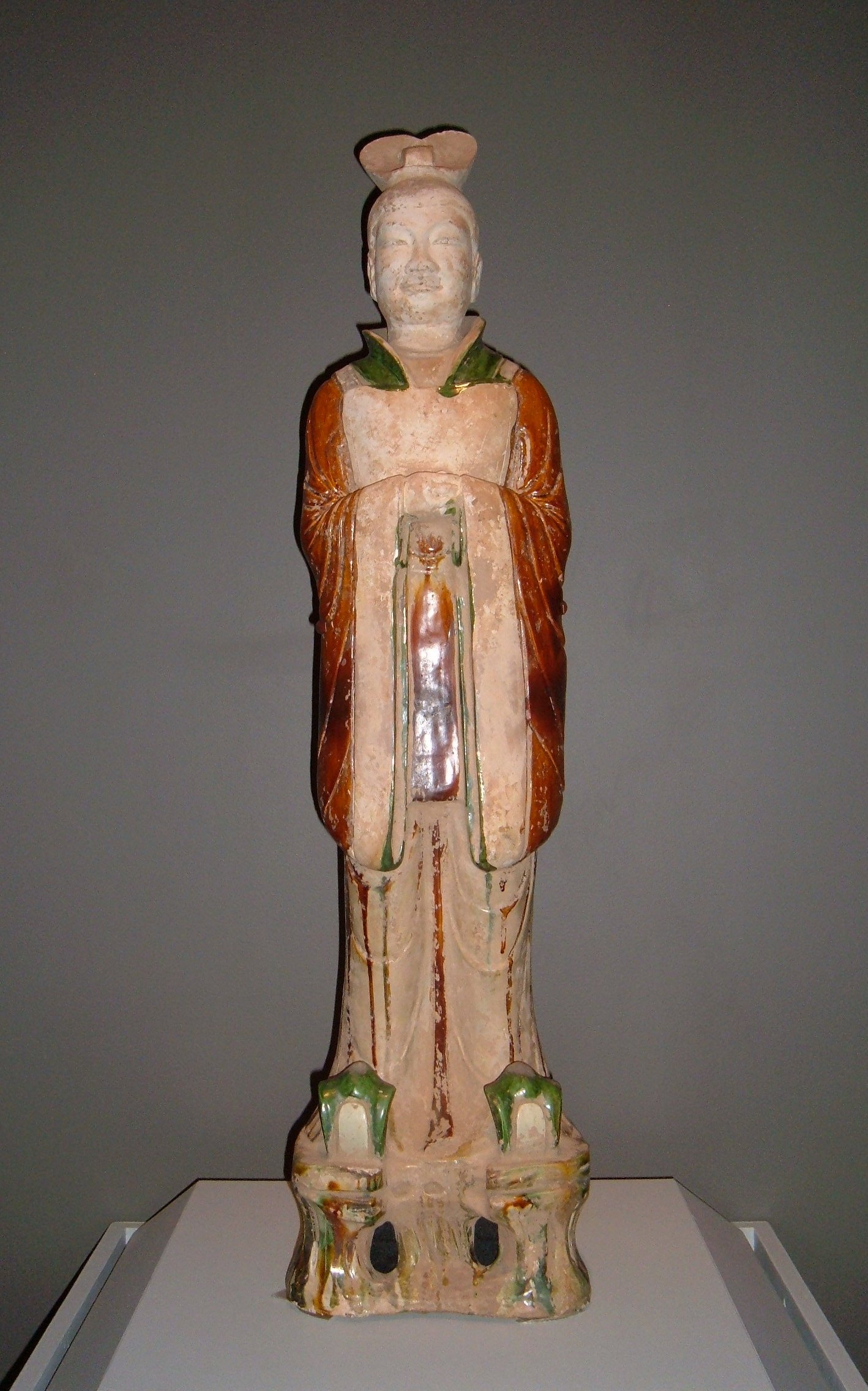
Figurina funeraria yong decorata di vetrine «tre colori», VII - VIII, dinastia dei Tang
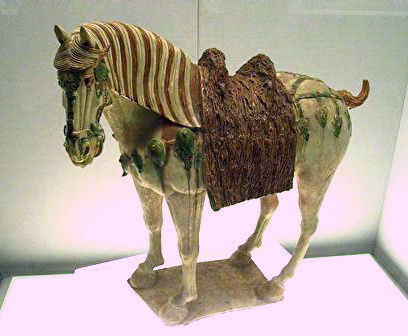
Cavallo sancai della dinastia Tang nel Museo di Shanghai
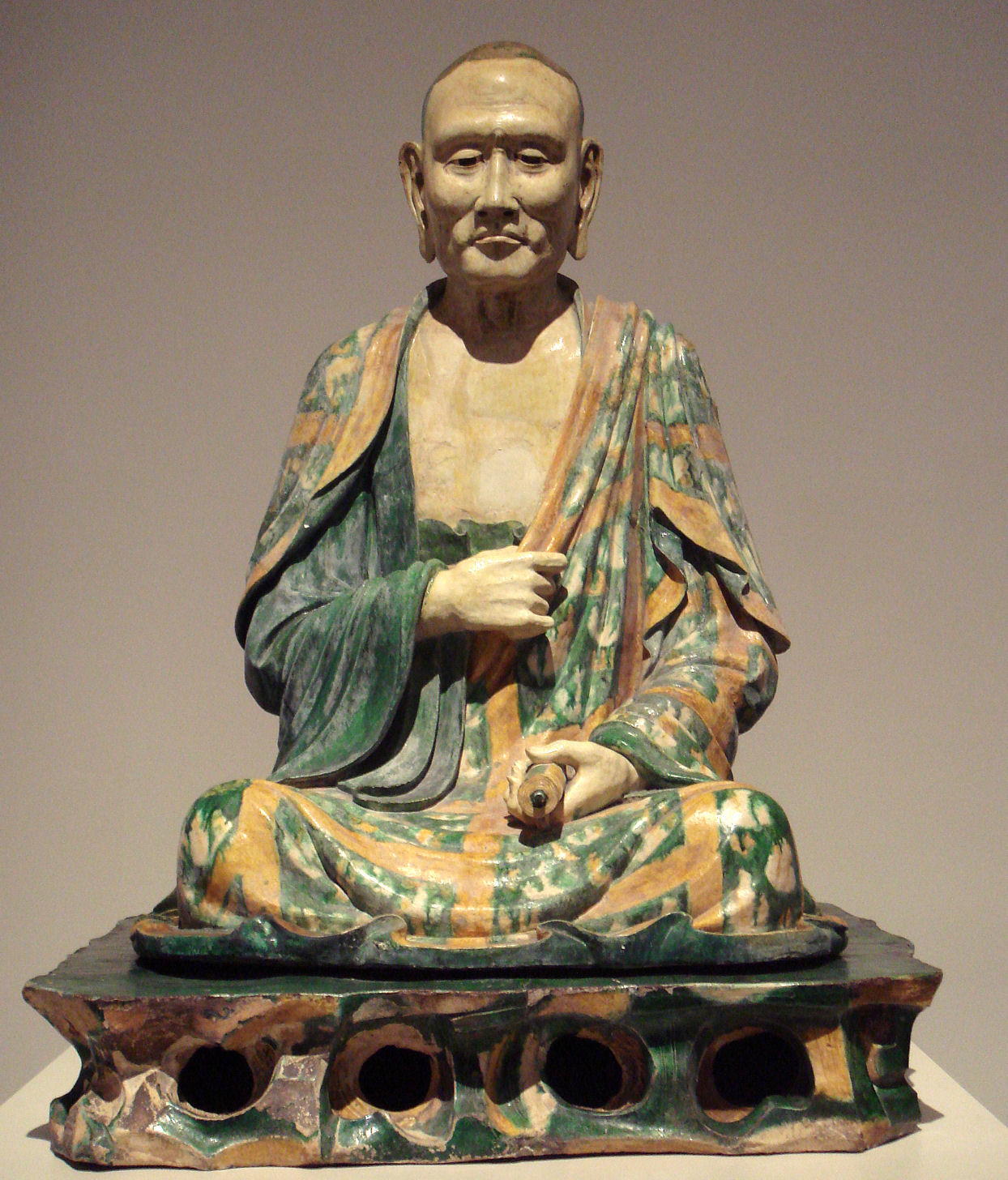
Sancai della dinastia Liao, rappresentante un luohan, circa 1000 d.C.
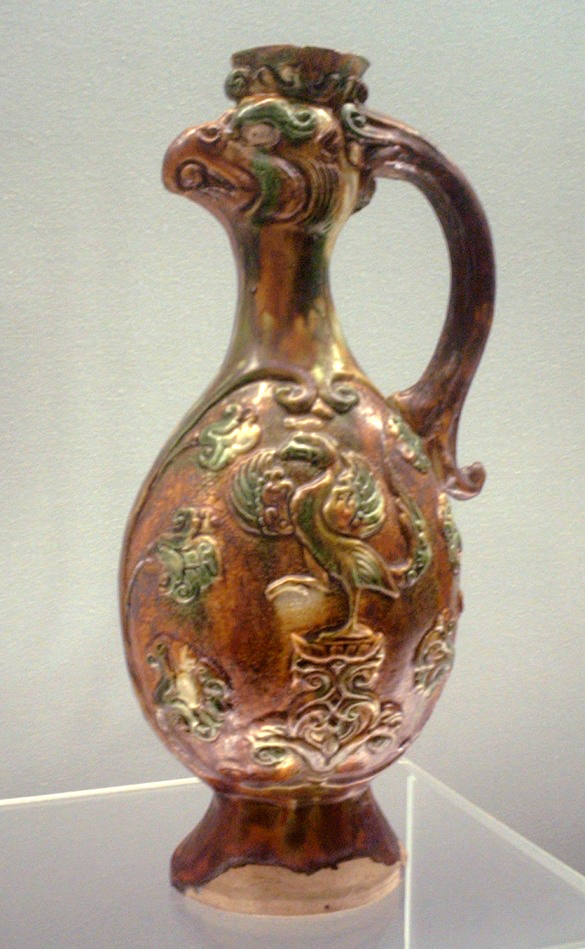
Brocca sancai a testa di fenice
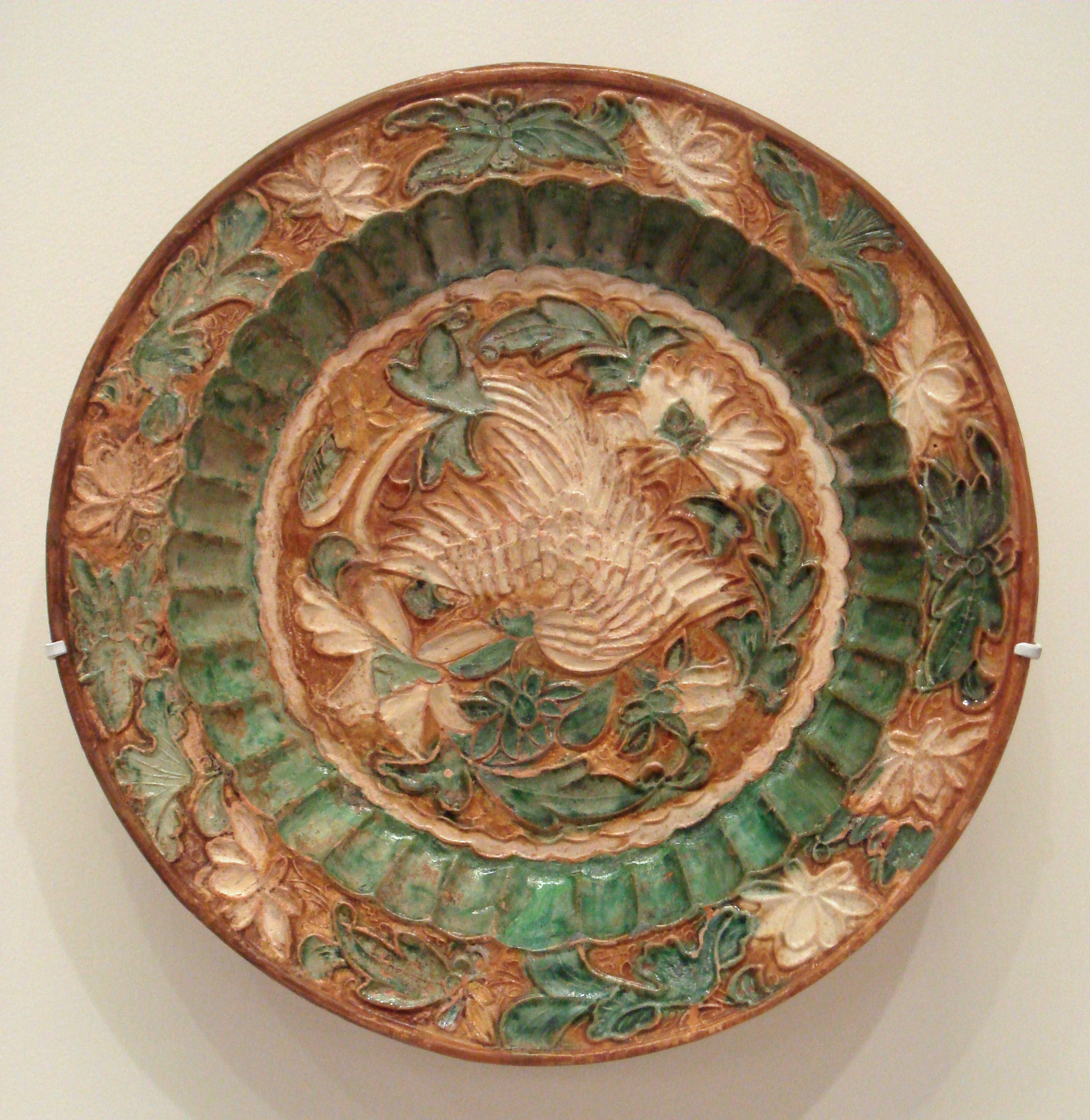
Piatto sancai, dinastia Liao, X - XII secolo
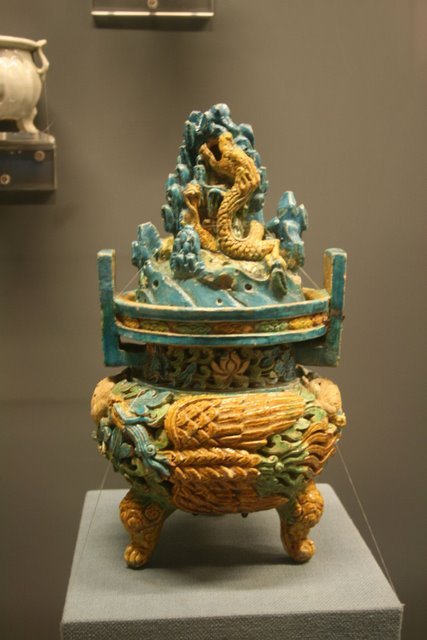
Incensiere «tre colori» della dinastia Yuan, 1271 - 1368

## Influenze
Le ceramiche sancai viaggiarono lungo tutta la Via della seta, grandemente sviluppata sotto la dinastia dei Tang, al punto che lo stile fu largamente utilizzato nelle ceramiche siriane, cipriote, poi italiane, dal XIII fino alla metà del XV secolo.
La ceramica sancai divenne ugualmente uno stile molto apprezzato in Giappone fra altre arti della ceramica in Estremo Oriente.
In senso inverso, numerosi piatti Tang «tre colori» denotano un'influenza persiana.

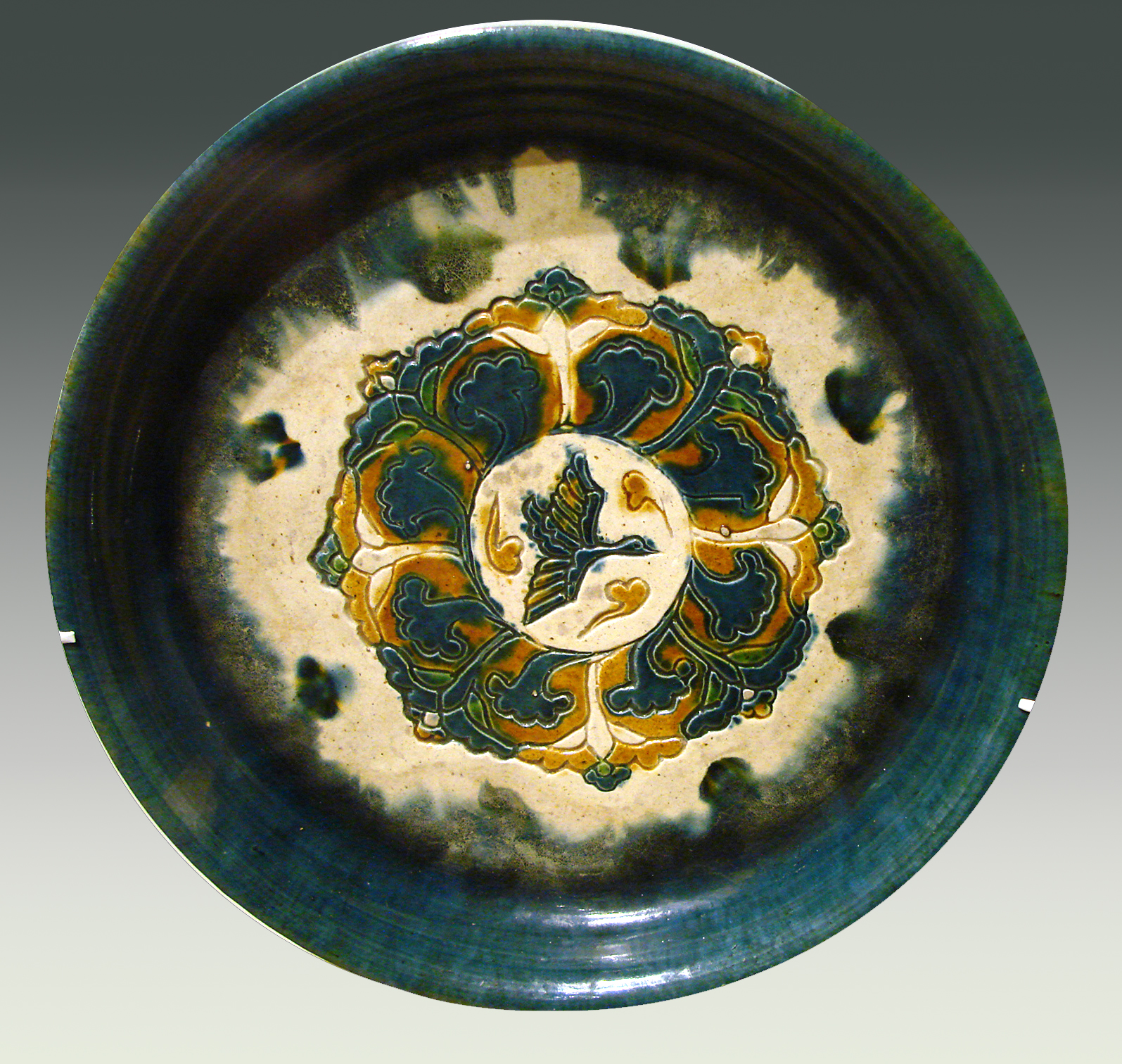
Piatto da offerta Tang di ispirazione sassanide, Cina sel Nord, VIII secolo, terracotta con vetrine piombifere "tre colori" su ingobbio, decoro inciso, d: 31 cm. Museo Guimet, Parigi
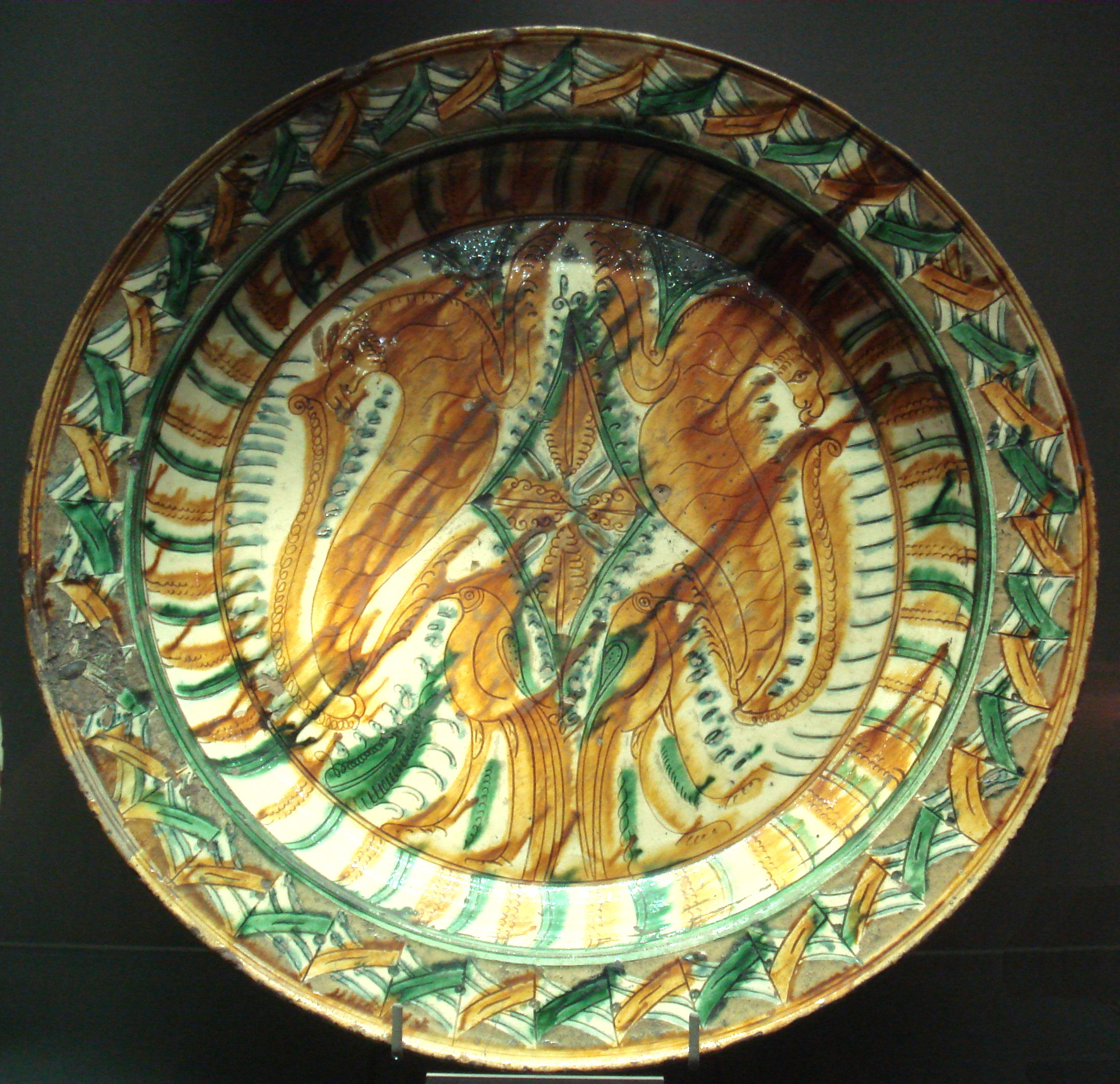
Piatto sancai («tre colori») fatta in Italia del nord, verso la metà del XV secolo, Museo del Louvre
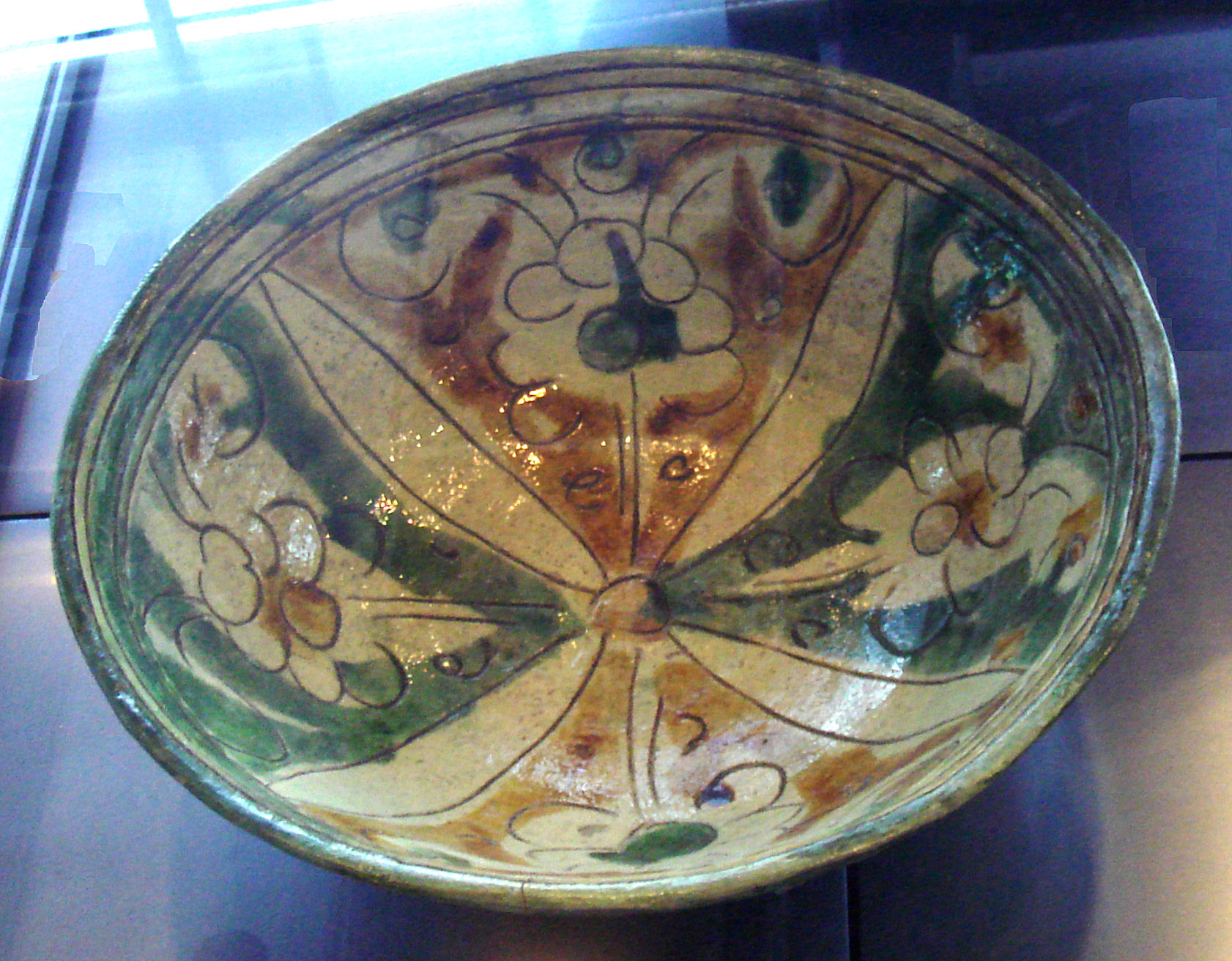
Ceramica siriana «tre colori» del XIII secolo
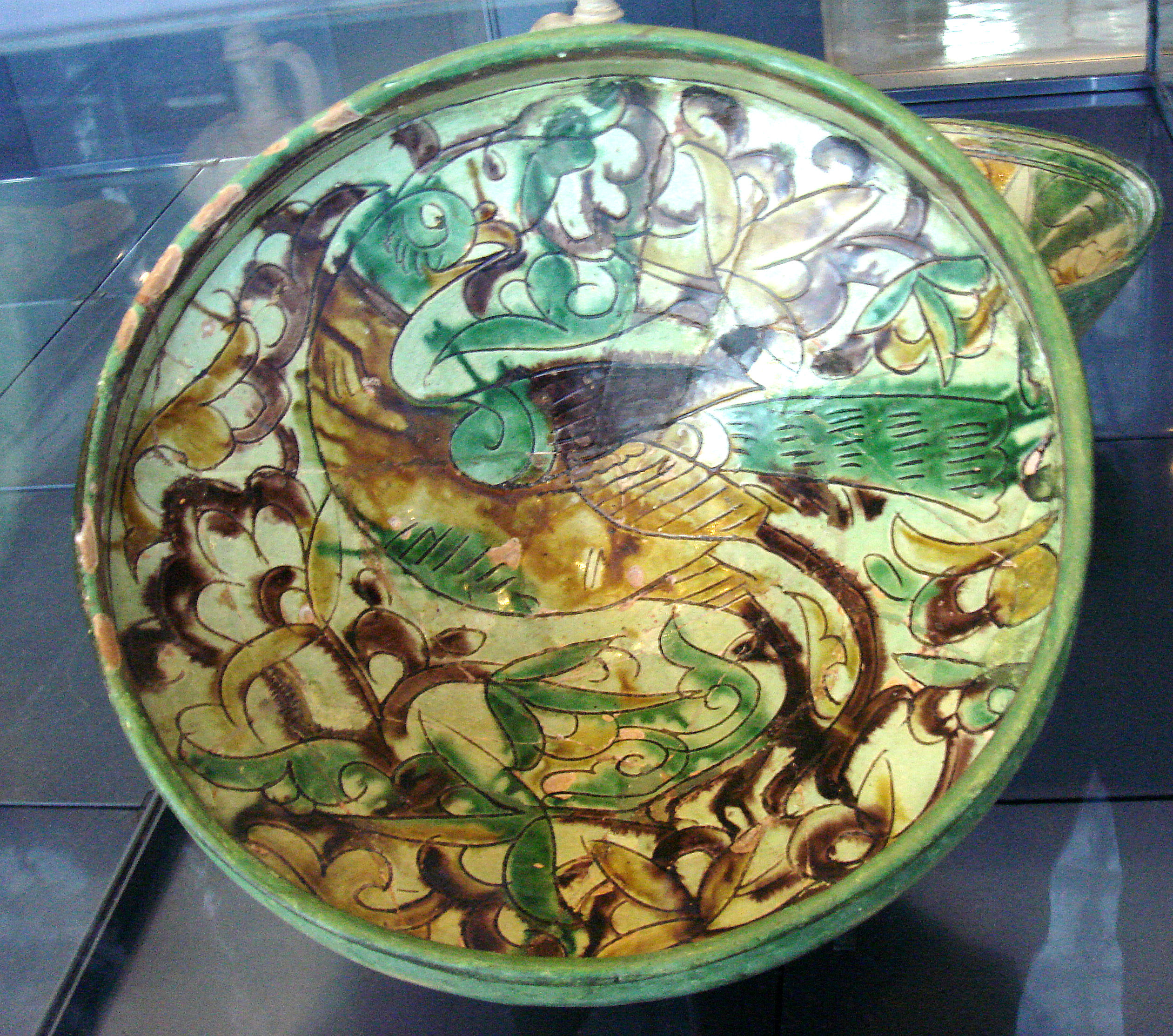
Ceramica siriana «tre colori», XIII secolo
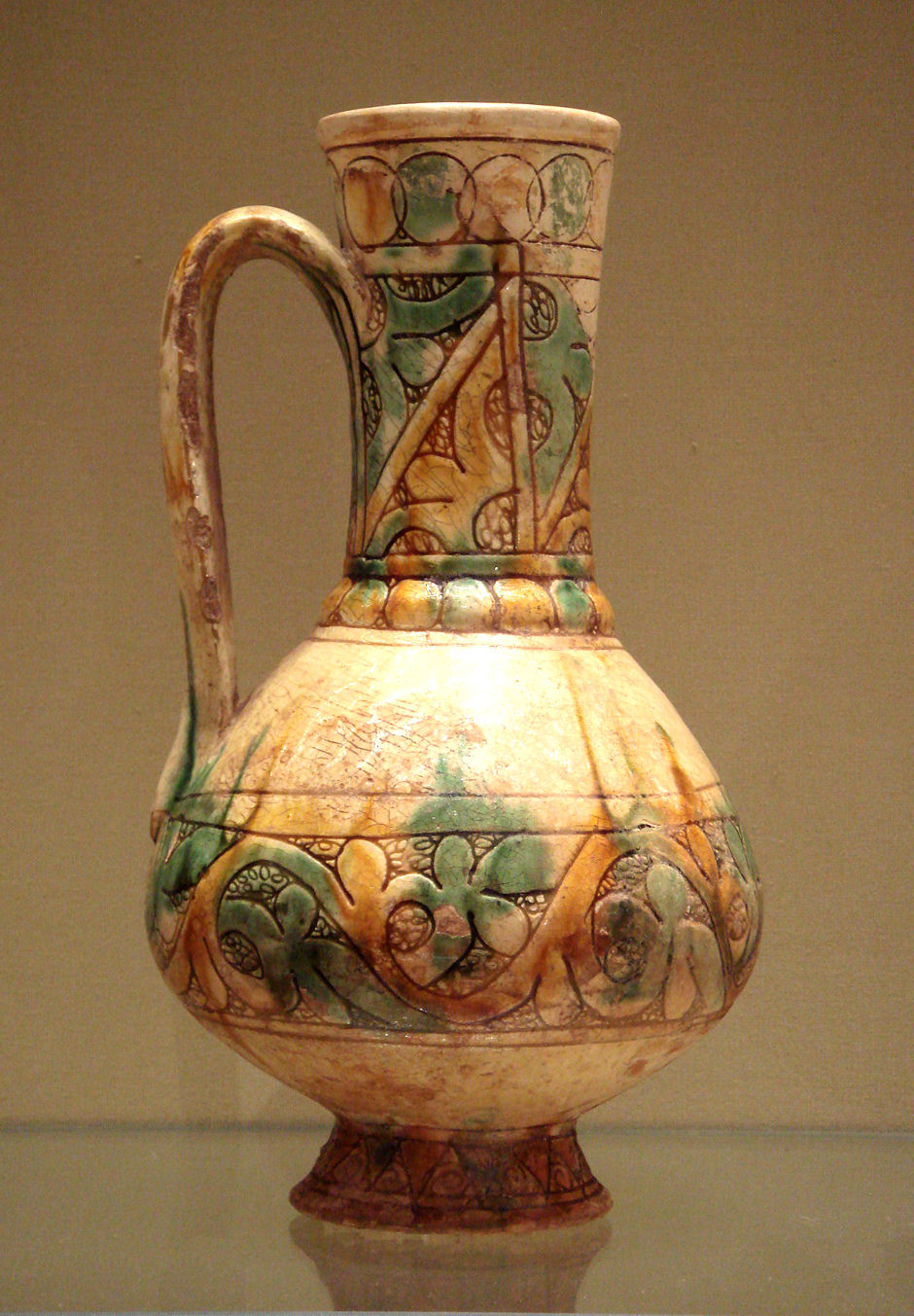
Ceramiche con vetrine «tre colori», Cipro, XIV secolo
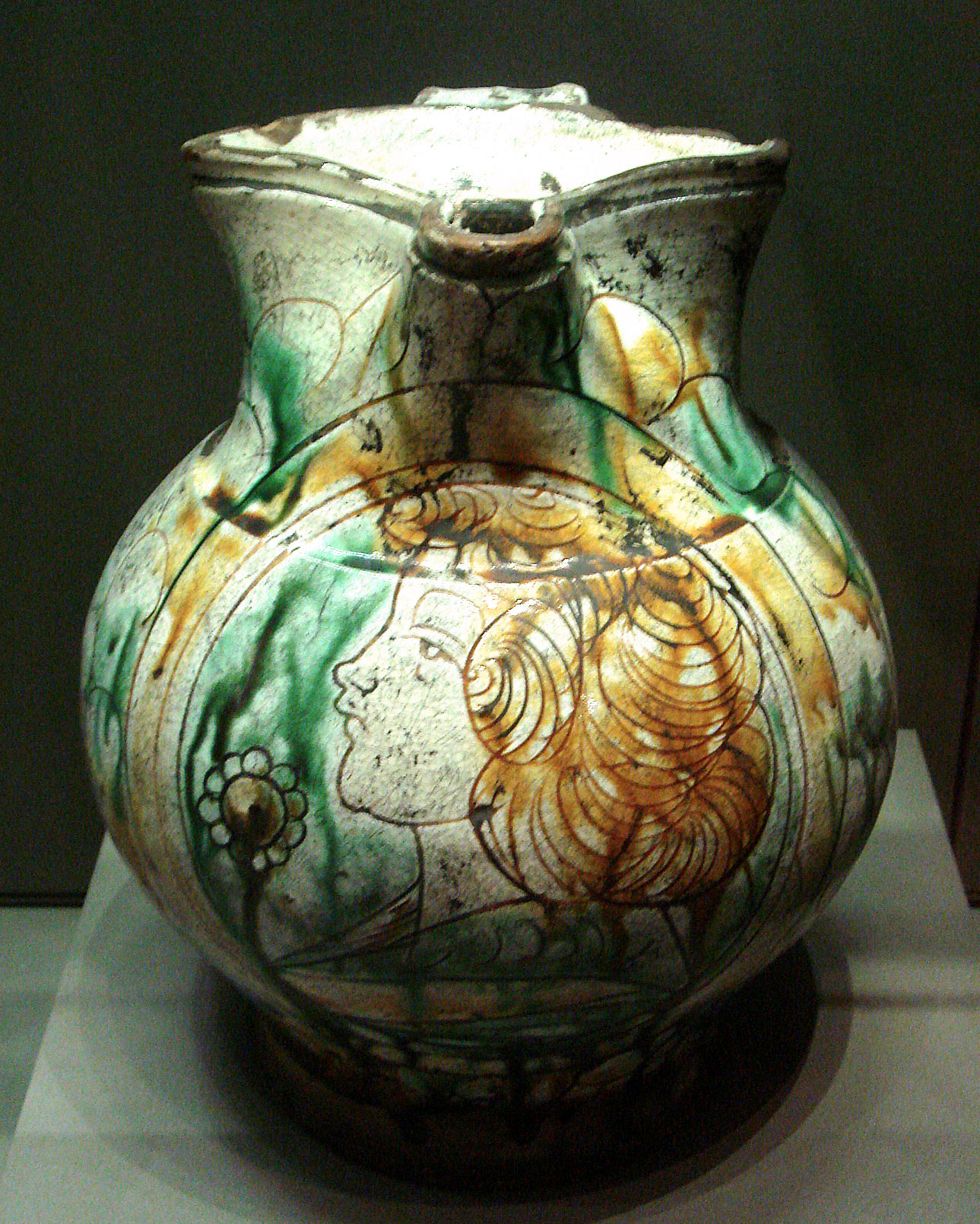
Vasa italiano «tre colori», metà del XV secolo
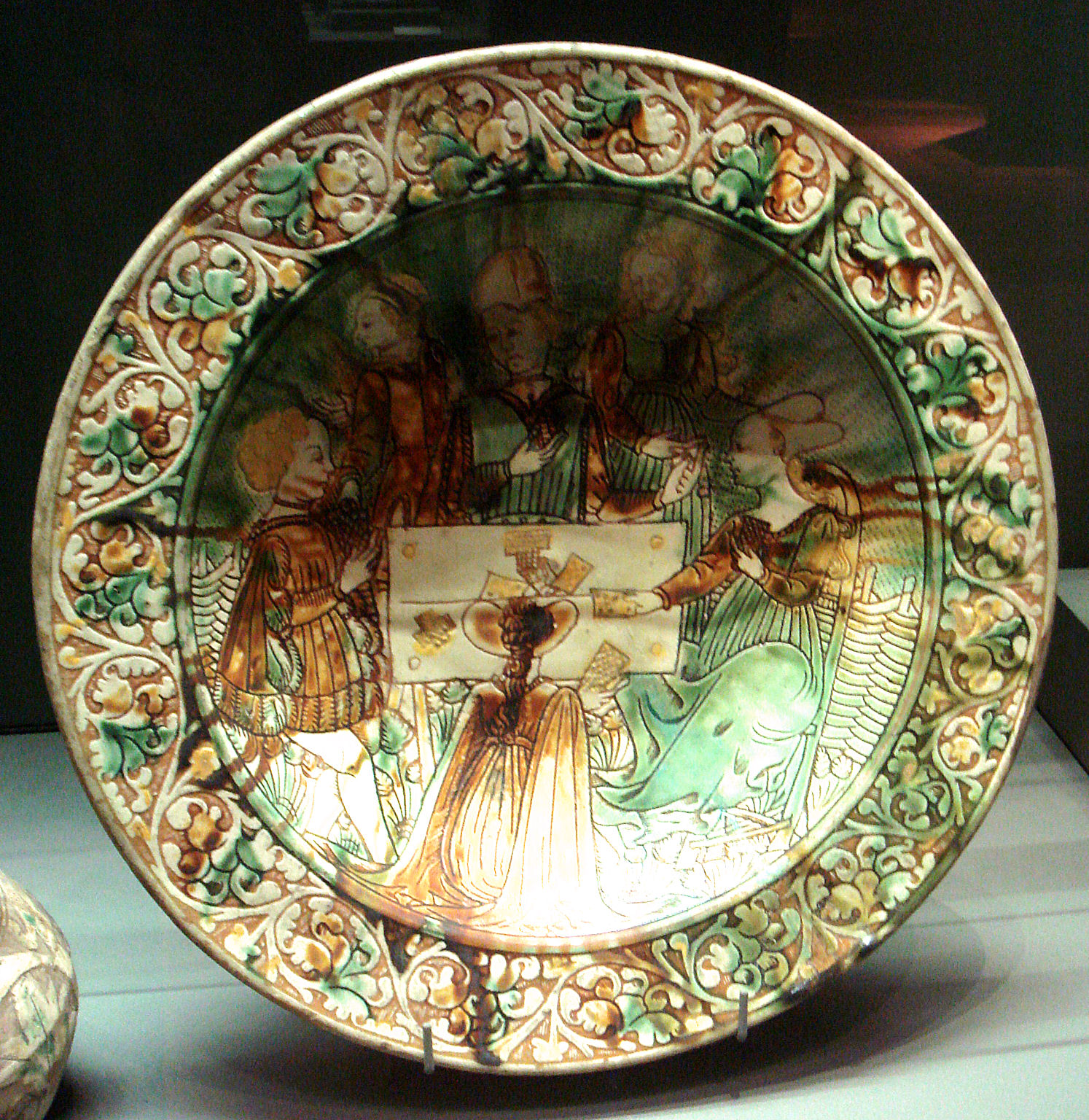
Ciotola italiana «tre colori», metà del XV secolo

## Evoluzione
La tecnica della ceramica sancai fu perpetuata dalla dinastia Liao, in uno stile spesso più carico e più banale; i Liao infatti riprendono una tecnica consistente nel separare i colori mediante linee incise, per evitare le colature, perdendo così il fascino dei «tre colori» Tang classici. Questi decori «tre colori» facenti ricorso a linee incise saranno quelli che si ritroveranno nelle ceramiche «tre colori» della dinastia Ming sotto il nome di fahua («decoro a smalto»).
I Ming mettono a punto peraltro un altro decoro policromo, il wucai (五彩S, wǔcǎiP, lett. "cinque colori"), che sarà ugualmente prodotto sotto la dinastia Qing.